# Bloco vulcânico

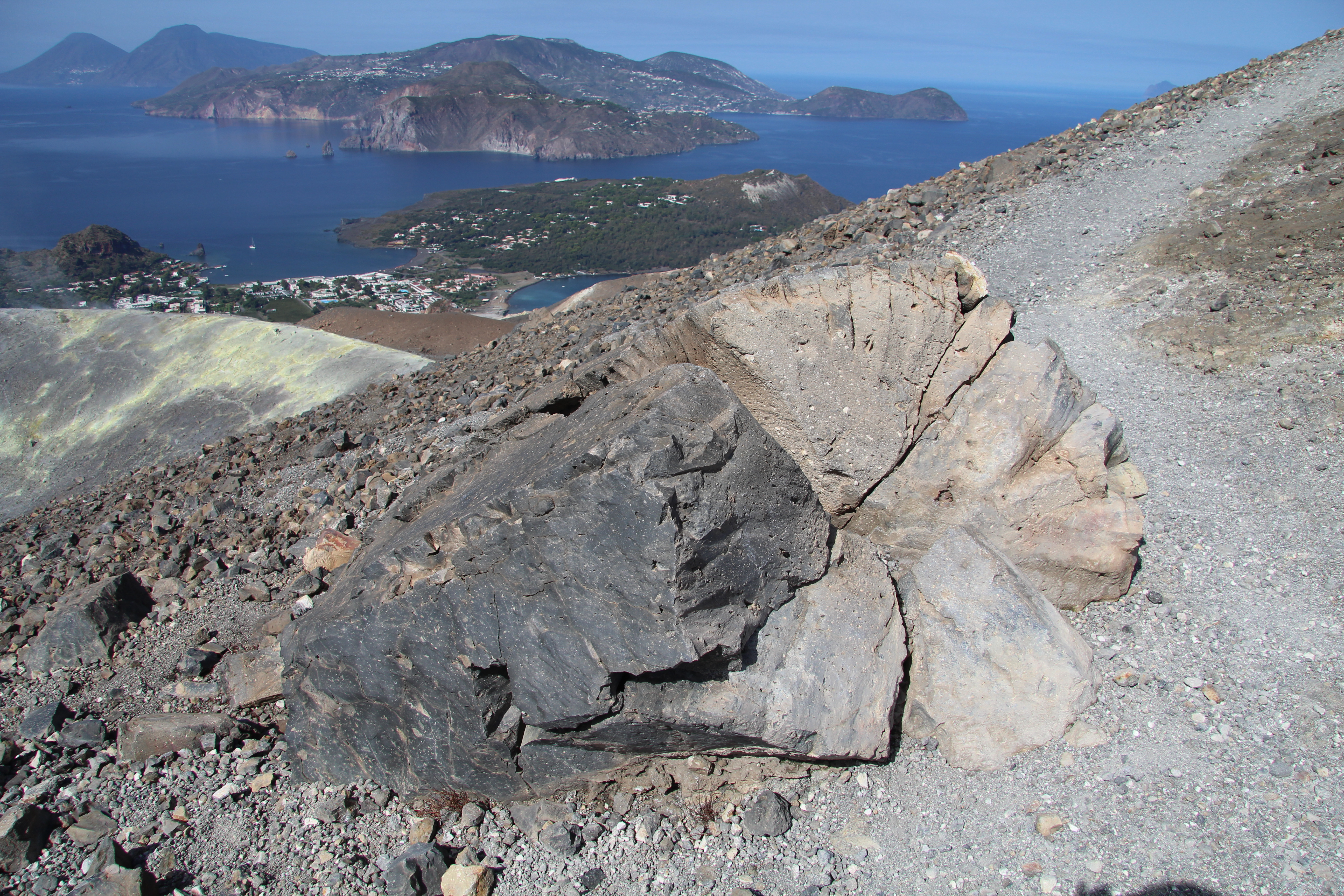
Bloco vulcânico no bordo da cratera de Fossa, ilha Vulcano.

Bloco vulcânico (anteriormente também designado por ejecta) é a designação dada em vulcanologia a um piroclasto angular com um diâmetro superior a 64 mm que sofreu transporte balístico ao ser arremessado pelo ar durante uma erupção vulcânica. Na literatura mais antiga, qualquer piroclasto ejectado numa trajetória balística era considerado uma bomba, mas, na literatura mais recente, apenas os piroclastos desta classe de tamanho que apresentam formas arredondadas ou mostram sinais de terem sido permanecido fundidos durante a ejeção e o transporte são referidos como bombas vulcânicas.

## Descrição
Os blocos vulcânicos são fragmentos vulcânicos (piroclásticos) com diâmetro maior do que 64 mm e formas normalmente angulosas que resultam de terem sido já ejetados no estado sólido, característica que os distingue das bombas vulcânicas que por definicção são ejetadas do vulcão em estado líquido como lava, assumindo por isso, frequentemente, formas elipsoidais.
Assim, por definição, os blocos vulcânicos têm um diâmetro > 64 mm, podendo no entanto atingir um diâmetro de vários metros. Apresentam formas angulosas e irregulares, com uma superfície externa com sinais de que o piroclasto foi formado por fracturação ou fragmentação de rochas solidificadas. 
Os depósitos piroclásticos que consistem em mais de 75 % de blocos vulcânicos são denominados brechas piroclásticas.